# Zrze (Prizren)
Pour l’article homonyme, voir Zrze.
Xërxë en albanais et Zrze en serbe latin (en serbe cyrillique : Зрзе) est une localité du Kosovo située dans la commune/municipalité de Dragash/Dragaš et dans le district de Prizren/Prizren. Selon le recensement de 2011, elle compte 236 habitants, dont 235 Albanais.
Selon le découpage administratif de la Serbie, la localité fait partie de la municipalité de Prizren. Zrze est également connu sous le nom de Zrza.

## Démographie

### Évolution historique de la population dans la localité
| 1948 | 1953 | 1961 | 1971 | 1981 | 1991 | 2011 |
| ---- | ---- | ---- | ---- | ---- | ---- | ---- |
| 215  | 202  | 205  | 269  | 335  | 373  | 236  |

|  |